# Matteo Lappoli

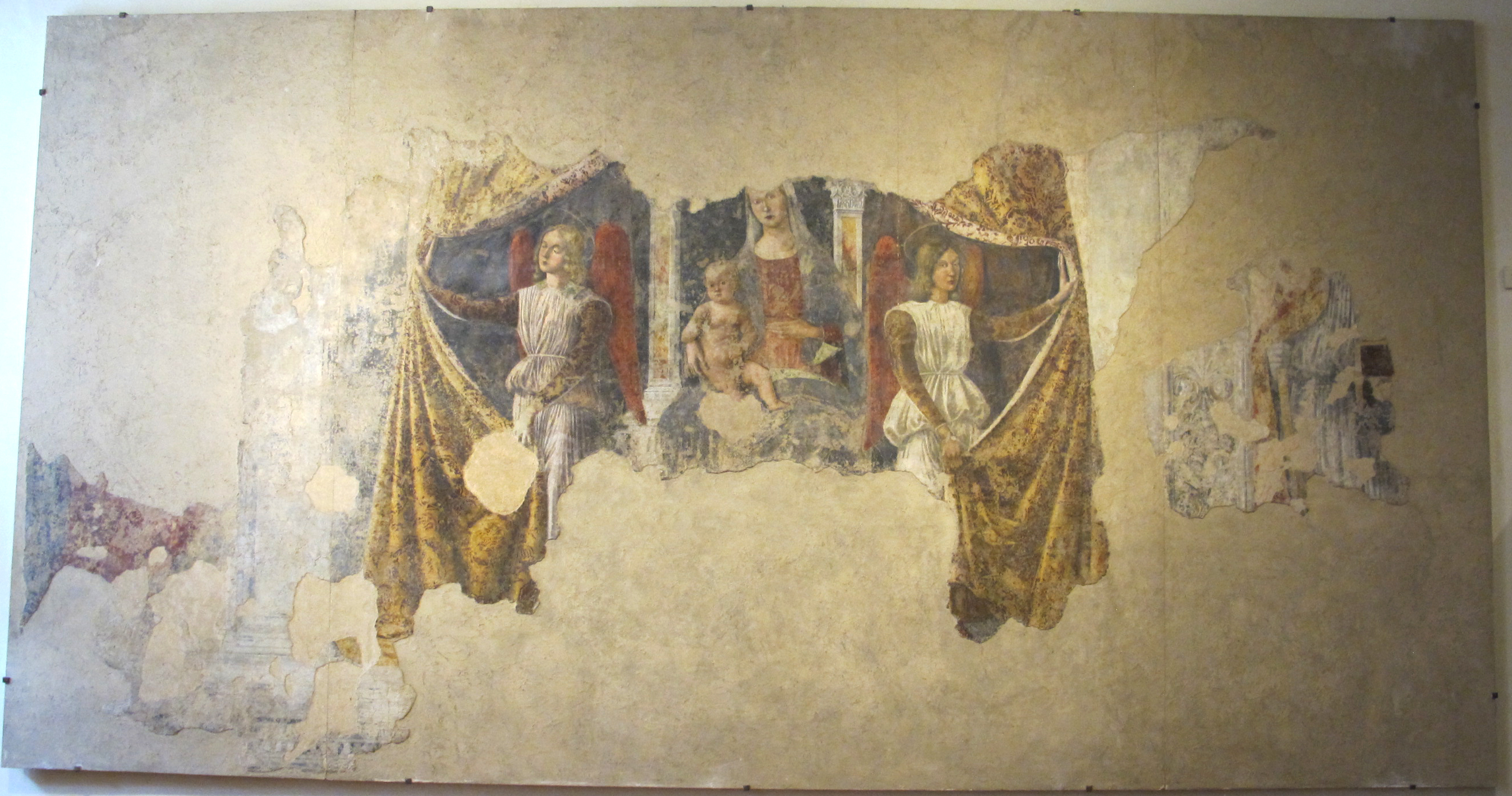
Matteo Lappoli, frammento di affresco (1475-80)

Matteo Lappoli (Arezzo, 1450 – 1504) è stato un pittore italiano del periodo rinascimentale.

## Biografia
Il pittore si formò con Bartolomeo della Gatta ma la maggior parte dei suoi dipinti è scomparsa. Ve ne sono ancora alcuni ad Arezzo: nel refettorio dei Bernardini un San Bernardo, e per la chiesa di Santa Maria un San Sebastiano. Nel Museo statale è un affresco con la Vergine in adorazione del Bambino, del 1487, proveniente dal Palazzo Comunale e una tavola con la Madonna col Bambino tra Angeli. In Casentino, nella Propositura dei Santi Ippolito e Donato di Bibbiena è a lui attribuibile un interessante frammento di affresco con San Bernardino e San Giovanni Battista, resto di una composizione più ampia comprendente probabilmente la Madonna col Bambino al centro ed altri due Santi.
Testimonianze della sua opera si trovano anche in Mugello, nell'Oratorio della Beata Vergine Annunziata a Dicomano, con l'affresco dietro l'altare raffigurante l'Annunciazione del Signore.  Anche suo figlio, Giovanni Antonio Lappoli, è stato un pittore.